# Chumillas
Chumillas – gmina w Hiszpanii, w prowincji Cuenca, w Kastylii-La Mancha, o powierzchni 40,19 km². W 2011 roku gmina liczyła 68 mieszkańców.